# 아름다운 편의점
"아름다운 편의점"(Ministop)은 한국에서 제작된 오태훈 감독의 2007년 드라마, 코미디 영화이다. 민정기 등이 주연으로 출연하였다.

## 출연

### 주연
- 민정기
- 김마리아
- 구해룡
- 구본임

## 기타
- 조명: 김은미
- 녹음: 임형근
- 믹싱: 황진수